# 塞镇 (波塔莱格雷)
塞镇是葡萄牙波塔莱格雷区歷史上的一个堂区。总面积11.22平方公里，总人口9987人，人口密度890.1人/平方公里。2013年撤銷。